# Госпођица де Мопен
„Госпођица де Мопен“ (фр. Mademoiselle de Maupin) епистоларни је роман француског књижевника Теофила Готјеа, објављен 1835. Сматра се Готјеовим првим значајним делом и важним остварењем француског романтизма, које је својим поетичким идејама исказаним у предговору и у роману најавило књижевне правце парнасизма, декаденције и естетицизма.
Главни јунак је двадесетдвогодишњи Албер, који је изграђен као типични романтични јунак обузет светским болом. Албер у писмима свом пријатељу описује време испуњено досадом док га проводи код своје љубавнице Розет, све док се не појави Теодор, младић андрогине лепоте, према коме почиње да осећа неочекивану еротску привлачност. Роман је важан и због предговора, у коме Готје одбацује моралистичку и утилитарну функцију уметности, тврдећи да уметничко дело не треба и не може да тежи моралном поправљању  појединца и друштва. Тврдња да је права уметност бескорисна и да је њен једини задатак да тежи лепом, омогућила је да се предговор сматра једним од првих текстова ларпурлартизма, иако ће се сам термин јавити тек у Готјеовим познијим радовима.
Већина ондашњих критичара сматрало је и роман и предговор неморалним, али су и издавач и Готје успели да избегну санкције и цензуру Јулске монархије. Иако је дело привукло пажњу Балзака, Игоа и Бодлера,  роман није доживео већи успех све до друге половине 19. века, када поново почиње да се штампа, поставши култна књига европских декадената и уметника фин де сјекла. Роман је на српски језик превео Милош Степановић.

## Заплет романа
Двадесетдвогодишњи Албер у писмима свом пријатељу описује време испуњено досадом које проводи код своје љубавнице Розет. Иако је у први мах наишао на еротско задовољење код љубавнице, он и даље машта о идеалној жени, коју у својој машти формира на основу вајарских дела и сликарских представа. Ситуација се мења када у Розетин дом долази Теодор, младић андрогине лепоте, према коме Албер почиње да гаји неочекивану еротску привлачност. Прво је уплашен својим хомосексуалним осећањима, да би потом почео да сумња да се иза мушке маске заправо крије жена.
У приповедању следи промена перспективе, прво у трећем лицу, а потом се читаоцу пружају писма Теодора. Испоставља се да је Теодор заправо госпођица де Мопен, девојка која је одлучила да напусти свој дом прерушена у мушкарца, не би ли упознала свет, мушки пол и све оно што би јој као племкињи било забрањено. Она у писмима описује неколико авантура које је доживела у новом костиму. Читалац, између осталог, сазнаје и да је Розета дубоко заљубљена у Теодора, али да не слути да се иза мушке маске крије девојка Мопен. Пошто Мопен гаји симпатије и према Алберу и према Розети, одлучује да проведе страствену ноћ прво са Албером, а потом и са Розетом. Ујутру их напушта, остављајући им писмо са жељом да је памте као један леп сан.   

## Филмска адаптација
Роман је слободно адаптиран у истоимени филм 1967. Филм је настао у италијанско-француској копродукцији. Режију је потписао Мауро Болоњини, а главну улогу је тумачила Катрин Спак.